# جرد دادلی
جرد دادلی (انگلیسی: Jared Dudley؛ زادهٔ ۱۰ ژوئیهٔ ۱۹۸۵) بازیکن بسکتبال اهل ایالات متحده آمریکا است.
از فیلم‌ها یا برنامه‌های تلویزیونی که وی در آن نقش داشته‌است می‌توان به فیلم ۴۳ اشاره کرد.
از باشگاه‌هایی که در آن بازی کرده‌است می‌توان به لس آنجلس کلیپرز، واشینگتن ویزاردز، میلواکی باکس، فینیکس سانز، بروکلین نتس، لس آنجلس لیکرز، و شارلوت هورنتس اشاره کرد.